# یدیدیا شوفط
یدیدیا شوفط خاخام اعظم سابق ایران و رهبر روحانی یهودیان ایرانی‌تبار جهان بود.
او در ۲۳ آبان ۱۲۸۷ در شهر کاشان ایران به دنیا آمد. اجداد وی تا ۱۲ پشت خاخام و مرجع دینی بودند. خانواده او کمی بعد از جنگ جهانی دوم از کاشان به تهران آمدند.
او رهبر ایرانیان یهودی در برابر شاه، مأموران دولت و فقهای اسلامی بود. او در متقاعد کردن شاه به پذیرفتن یهودیان عراق که بعد از اعلام تشکیل کشور اسرائیل فرار کرده بودند نقش مهمی داشت. بعد از انقلاب اسلامی و اعدام حبیب‌الله القانیان، یدیدیا شوفط به کالیفرنیای جنوبی رفت. با اینکه او بعد از مهاجرت مقام رسمی نداشت، با این وجود در بین یهودیان ایرانی کالیفرنیا دارای تأثیر و احترام زیادی بود. در آمریکا شوفط به همراه پسرانش کنیسه نصح را در بورلی هیلز کالیفرنیا ایجاد کرد.

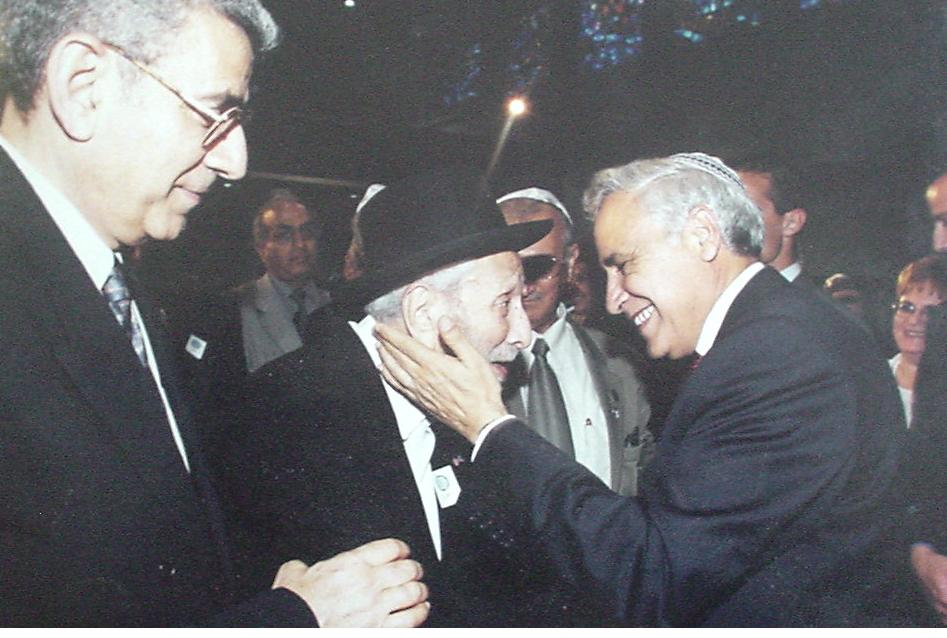
خاخام شوفط با موشه کاتساو رئیس‌جمهور اسراییل دیدار می‌کند.

او با حشمت شوفط ازدواج کرد و یکی از فرزندان وی راو داوید شوفط نام دارد و رهبری کلیمیان ایرانی لوس آنجلس را بر عهده دارد.

گفته می‌شود که خاخام یدیدیا تمام تورات را از حفظ می‌دانست. سخنرانی‌های پرقدرت او محبوبیت شگفت‌انگیزی برای او در جوامع یهودی و غیر یهودی ایران به وجود آورد و بتدریج وی را به مقام رهبری یهودیان ایران رسانید.
در سال ۱۳۵۸ وی برای معالجه به آمریکا رفت و سپس در آنجا سکنی گزید. وی در ۱۶ تیر ماه ۱۳۸۴ مطابق با ۲۴جون ۲۰۰۵ در سن ۹۷ سالگی در شهر لوس آنجلس در گذشت. در مراسم ختم او حاخام عووادیه یوسف به سخنرانی پرداخت.

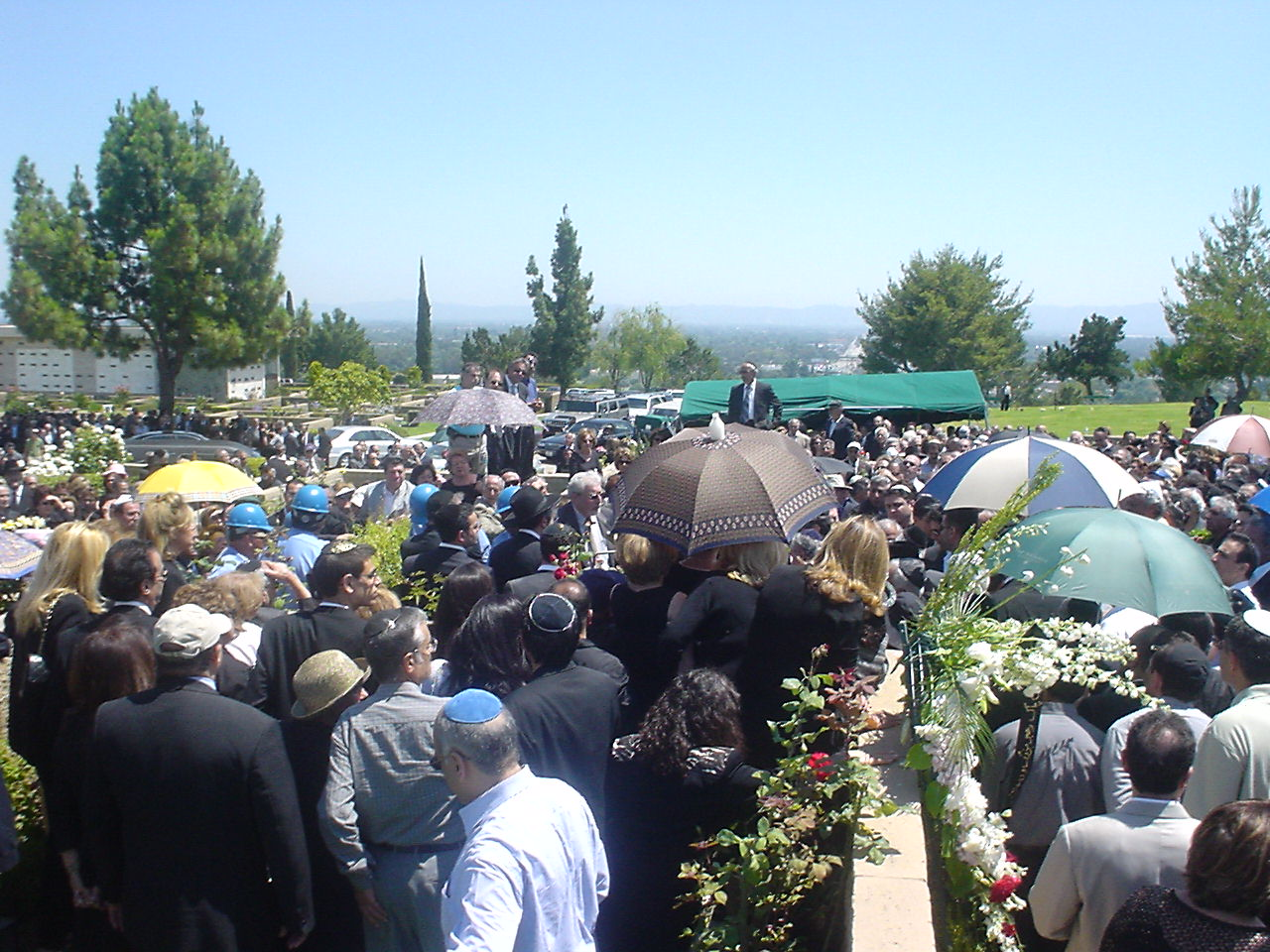
مراسم تدفین شوفط در میشن هیلز، لس آنجلس، کالیفرنیا